# Urbana
Urbana là một đô thị ở tỉnh Padova, ở vùnh Veneto phía bắc Italia. Đô thị này rộng 17 km2, có dân số theo điều tra cuối năm 2004 là 2235 người.